# Линейни кораби тип „Ришельо“
Ришельо (на френски: Richelieu) са серия френски линейни кораби от времето на Втората световна война. Кръстени са в чест на кардинал Ришельо. Всичко от проекта са построени два кораба: „Ришельо“ (на френски: Richelieu) и „Жан Барт“ (на френски: Jean Bart). Линкорът „Клемансо“ (на френски: Clemenceau) остава недостроен, а „Гаскон“ съществува само като проект.

## История на проекта
През 1922 г. се състои Вашингтонската конференция, която ограничава строителството на линейни кораби. Според нейните условия водоизместимостта на линейните кораби не може да надвишава 35 000 дълги тона (35 560 т), а главния калибър 406 мм. Съглашението също така ограничава общия тонаж, реда на строителство на нови кораби и постановява десетгодишна пауза в строителството на нови линкори. Според условията на Вашингтонското съглашение Франция и Италия имат възможност първи да започнат да строят линкори, с обща водоизместимост 70 000 д. тона. През 1932 г., след дълга „линкорна ваканция“ във Франция е поръчан новият линкор „Дюнкерк“, със стандартна водоизместимост от 26 500 дълги тона и с основно въоръжение от осем 330-мм оръдия. Той трябва да бъде отговор на строителството в Германия на „джобните линкори“ от типа „Дойчланд“ с водоизместимост 10 000 т и с въоръжение от шест 283-мм оръдия. „Дюнкерк“ става предвестник на новото поколение бързоходни линкори. И макар неговата водоизместимост и главен калибър на оръдията да са под разрешените от Вашингтонското съглашение (35 000 т и 406 мм), неговата поява води до ответни мерки от възможните противници.
Германия обнародва плановете си за строителството на „Граф Шпее“ – третия „джобен линкор“ от типа „Дойчланд“ и планира залагането на още два. Италия, също както и Франция, според условията на Вашингтонското съглашение може да построи линкори с обща водоизместимост 70 000 т. Първоначално тя разглежда варианти за строителството на три линкора с водоизместимост по 23 000 т с шест 381 мм оръдия. Но строителството на френския „Дюнкерк“ обърква тези планове. Френският линкор, по скорост и въоръжение, е по-силен от всеки един стар италиански линкор, при сравнимо с него ниво на брониране. Временен отговор на Италия става коренната модернизация на двата стари линкора от типа „Кавур“, започната през 1933 г. А на 11 юни 1934 г. Италианската информационна агенция „Agenzia Stefani“ обнародва плановете за строителството от Италия на два нови линкора. Те трябва да имат девет 381-мм оръдия, 350-мм броневи пояс и да имат максимална скорост от 30 възела при нормална водоизместимост от 35 000 т. Тези линкори трябва да се заложат след края на срока на действие на Вашингтонското съглашение (31 декември 1936 г.).
Непосредствен отговор на тези две събития става утвърждаването от френския парламент на строителството на втория кораб от типа „Дюнкерк“ – „Страсбург“. Тази ситуация е обсъдена на 25 юни 1934 г. на заседание на Върховния морски съвет (на френски: Conseil Superieur de la Marine). На него е решено, че за противодействие на германските „джобни“ линкори с 283-мм артилерия са достатъчни двата линкора от типа „Дюнкерк“. Но в Средиземно море, за противовес на новите италиански линкори, е необходимо да се построят два линкора, с максимално възможната според Вашингтонското съглашение водоизместимост от 35 000 т. Проектът получава официалното обозначение „PN 196“. А на следващото заседание от 24 юни 1934 г. са формулирани изискванията към него:
- стандартна водоизместимост: 35 000 дълги тона;
- главен калибър: 8 или 9 380-мм или 406-мм оръдия;
- спомагателен калибър, който трябва да е универсален – с възможност за стрелба по наземни и въздушни цели;
- скорост: 29,5 – 30 възела;
- брониране: пояс 360 мм, горна палуба 160 мм, долна 40 мм, противоторпедна защита като на „Дюнкерк“[4].

При това началника на генералния морски щаб, адмирал Дюран-Вил, счита, че новите линкори трябва да са еволюционно развитие на „Дюнкерк“ с 380 мм или 406 мм в две носови четириоръдейни кули. Това би позволило да се намали времето за разработване на новия проект и да се получи, заедно с „Дюнкерците“, еднородна бойна група.
Техническата служба на флота (на френски: Section Technique des Constructions Navales) разработва няколко ескизни проекта. Още в ранния етап се отказват от 406-мм оръдия. За четириоръдейните кули максимално възможно се оказва калибър от 380-мм. А при използването на триоръдейни кули всички проекти значително превишават 35 000 т. На 27 ноември 1934 г. на Върховния съвет на флота са предоставени за разглеждане шест проекта, всички с 380-мм оръдия.
Проект № 1 е по същество увеличена версия на „Дюнкерк“ и при проектна мощност на механизмите от 150 000 к.с. развива скорост от 31,5 възела. Проекти № 2, 3 и 4 са сходни помежду си – с три кули в носовата част и се отличават само по различното съчетаване на дву-, три- и четири-оръдейни кули. При всички четири проекта спомагателната артилерия се състои от пет четириоръдейни 130-мм кули, такива като на „Дюнкерк“. Но поради увеличаването на дължината заемана от погребите на боезапаса, дължината на машинните отделения намалява и мощността пада до 110 000 к.с., а скоростта до 29,5 възела. При това всички проекти имат значително претоварване – до 1050 дълги тона в проект № 4 с три триоръдейни кули.
Проектите 5 и 5-бис са основани на идеите на италианския адмирал Де Фео. Две четириоръдейни кули са разположени в средната част на кораба, между носовата и кърмовата надстройки. Тези проекти имат два несъмнени плюса – първо, те са с минимално претоварване от всички проекти, осигурявайки при това исканите 31,5 възела скорост. Второ, при такова разположение на кулите на главния калибър, универсалната артилерия получава максимално благоприятните сектори на обстрел. Но тази схема обладава и съществен недостатък – оръдията на главния калибър не могат да водят огън в носовия и кърмовия сектори. за това тези варианти бързо отпадат.
Най-балансиран изглежда проект № 1. Проекти № 2 и 3 имат малко по-добри сектори на обстрел, при еднакъв брой оръдия, но при това имат скорост с 2 възела по-ниска. Проектът № 4, макар и да има 9 оръдия на главния калибър, но е с 1050 т над лимита на Вашингтонското съглашение. За това проект № 1 и е приет от върховния съвет за последваща работа.
| Ескизни проекти от 27 ноември 1934 г.                                                   | Ескизни проекти от 27 ноември 1934 г. | Ескизни проекти от 27 ноември 1934 г. | Ескизни проекти от 27 ноември 1934 г. | Ескизни проекти от 27 ноември 1934 г. |
| Проект                                                                                  | Въоръжение                            | Номинална мощност на ЕУ (скорост)     | Превишаване на лимита от 35 000 т     | Схема                                 |
| --------------------------------------------------------------------------------------- | ------------------------------------- | ------------------------------------- | ------------------------------------- | ------------------------------------- |
| Проект № 1                                                                              | 2×4×380-мм; 5×4×130-мм                | 150 000 к.с. (31,5 възела)            | +350 т                                |                                       |
| Проект № 2                                                                              | 2×3×380-мм 1×2×380-мм; 5×4×130-мм     | 110 000 к.с. (29,5 въз.)              | +550 т                                |                                       |
| Проект № 3                                                                              | 1×4×380-мм 2×2×380-мм; 5×4×130-мм     | 110 000 к.с. (29,5 въз.)              | +450 т                                |                                       |
| Проект № 4                                                                              | 3×3×380-мм; 5×4×130-мм                | 110 000 к.с. (29,5 въз.)              | +1150 т                               |                                       |
| Проект № 5                                                                              | 2×4×380-мм; 3×4×130-мм                | 150 000 к.с. (31,5 въз.)              | +50 т                                 |                                       |
| Проект № 5 bis                                                                          | 2×4×380-мм; 3×4×130-мм; 2×2×130-мм    | 150 000 к.с. (31,5 въз.)              | +350 т                                |                                       |
| За всички проекти: дължина – 247 м, ширина – 33 м. Пояс – 360 мм, палуба – 160 + 40 мм. |                                       |                                       |                                       |                                       |

Но 130-мм оръдия са признати за недостатъчни. За надеждното пробиване на бронята на леките крайцери и възможността с едно попадение да се извади от строя разрушител, калибърът на спомагателната артилерия трябва да се увеличи минимум до 152-мм. Още повече, че такъв калибър оръдия имат британските „Нелсън“ и италианските „Литорио“. На последните дредноути от типа „Бретан“ средния калибър е представен от 138-мм оръдия. За това съвета дава задание на техническата служба да разгледа варианти за разполагане на 152-мм оръдия. В резултат са представени два проекта:
- с пет неуниверсални 152-мм триоръдейни кули, разположени на местата на 130-мм кули и шест еднооръдейни 75 мм зенитки.
- с четири 152-мм триоръдейни кули – две по диаметралната плоскост на кърмата и две по бордовете в района на мидъла и осем 75-мм зенитки[6].

И двата варианта водят до увеличаване на претоварването. Въпреки това се смята, че бъдещето е в универсалния спомагателен калибър. След като е изяснена техническата възможност, на заседание на върховния съвет на флота от 14 април 1935 г. окончателно е утвърден състава на спомагателната артилерия – пет универсални 152-мм триоръдейни установки с подобна позиция, като на 130-мм кули в Проект № 1.
Не по-малко сложен става и избора на зенитните оръдия с близък радиус на действие. За 37-мм оръдия в откритите установки 1925 или 1933 г. е трудно да се намери място, което да не е подложено на въздействие от дулните газове на артилерията на главния и спомагателния калибри. За това е взето решение да се разработи нова установка. Автоматизираната скорострелна двуоръдейна 37-мм установка от 1935 г. е разположена в напълно закрита кула, за това и разполагането и не е проблем. Две установки се намират на горната палуба побордно зад кулата на главния калибър № 2, още четири – по ъглите на кърмовата надстройка. Зенитното въоръжение се допълва от четирицевни установки с 13,2 мм картечници Хочкис, разположени на носовата и кърмовата надстройки.
Но основния проблем си остава претоварването. За да го намалят, са предприети ред мерки. Вместо по-рано планираните котли „Индрет“ са използвани котлите Сурал на прегрята пара. За сметка на по-малките им габарити те могат да се поместят по три в отсек и да се съкрати броя на котелните отделения от три на две. Общата дължина на машинните отделения при това се съкращава с 4,85 метра, освен всичко останало намалявайки и дължината на бронираната цитадела. Намалена е дебелината на главния броневи пояс – от 360 до 330 мм. За компенсация на намалената му дебелина неговия наклон е увеличен от 11°03′ до 15°24′. Траверсните бронирани прегради вместо 160-мм хомогенна брони са направени от 147-мм цементирана броня. Част от теглото е икономисана и за сметка на намаляването на дебелината на бронята на 152-мм кули и техните барбети.
Окончателните чертежи са утвърдени от морския министър на 14 август 1935 г. Контракта за строителството на първия кораб – „Ришельо“ – е сключен с Арсенала на Брест, на 31 август. Но неговото залагане е отложена до 22 октомври 1935 г. Производствените мощности на френските корабостроителници са ограничени. Строителството на кораби с подобни размери могат да осигурят само два дока. Докът в Брест, Салу № 4, до 2 октомври е зает с корпуса на „Дюнкерк“ и залагането на новия кораб става едва след неговото спускане на вода. Дължината на дока съставлява 200 м и в него се строи само централната 197-метрова част на корпуса. След в сух док тя е съединявана с 43-метровата носова и 8-метровата кърмова секции. Строителството на втория кораб – „Жан Барт“ е води в Сент Назер. Поръчката за него е публикувана на 27 май 1936 г., а залагането му е на 12 декември 1936 г., в док № 1, ден след спускането на вода на „Страсбург“.
Залагайки „Ришельо“ преди 31 декември 1936 г., Франция формално нарушава условията на Вашингтонското съглашение. Водоизместимостта на двата линкора от типа „Дюнкерк“ и новия линкор сумарно съставлява 88 000 дълги тона, а с оглед „Жан Барт“ – 123 000 д. тона. Това надхвърля разрешения 70 000 тонен лимит. Но Франция се счита в правото си да постъпи така, тъй като на 18 юни 1935 г. е подписано англо-германското военноморско съглашение, според което на Германия се разрешава да построи съвременен флот с лимит на водоизместимостта от 35% от британския. Франция не участва в преговорите и смята това за грубо нарушаване на Версайския договор.
Ситуацията в Европа към 1937 г. се накалява. Франция като нищо може да се окаже въвлечена във война с Германия и Италия едновременно. Германия заявява за препроектирането на четвъртия и петия джобни линкори. „Шархорст“ и „Гнайзенау“, по своите характеристики вече са подобни на „Дюнкерк“ и „Страсбург“. А през 1936 г. Германия заявява за строителството на линкорите „Бисмарк“ и „Тирпиц“. Отчитайки строителството в Италия на линкорите от типа „Литорио“, Франция, за воденето на война на два театър, има нужда да построи още два линкора подобни на „Ришельо“.
Строителството на двата нови линкора, с имена „Клемансо“ и „Гаскон“, е санкционирано от парламента на 2 май 1938 г. в рамките на допълнение към бюджета за 1938 г. Но инфраструктурата се оказва неготова за реализиране на плановете на флота. Слип № 1 в Сент Назер след спуска на вода на „Страсбург“ е зает с построяването на първия френски съвременен самолетоносач „Жофър“. За строителството на линкорите остават само док Салу № 4 в Брест и новия док Како в Сент Назер. Но те са заети от строежа на „Ришельо“ и „Жан Барт“ и новите линкори могат да бъдат заложени едва след тяхното спускане на вода. Строителството на „Ришельо“ в Брест върви с изоставане от графика и неговото спускане на вода вместо в края на 1938 г. се очаква през януари 1939 г. „Жан Барт“ е заложен година по-късно, за това залагането на втория от новата двойка линкори може да се състои не по-рано от зимата на 1939 – 1940 г. Това задържане във времето Генералния морски щаб решава да използва за модифициране проекта „Ришельо“.
Отново се връщат към въпроса за избора на спомагателната и зенитната артилерии. Първо вече има данни за това, че на новите германски и италиански кораби 152-мм оръдия са разположени в бронирани неуниверсални кули. А зенитната артилерия с далечно действие е представена от 105-мм зенитки на „Бисмарк“ и 90-мм зенитки при „Литорио“ в леки подвижни установки. Отчитайки проблемите със 130-мм кули, проявили се през 1937 г. на „Дюнкерк“, началника на генералния морски щаб, вицеадмирал Дарлан дава запитване на техническия департамент да направи разчети за следните варианти:
- осем 380-мм оръдия разположени като при „Ришельо“ или девет 380-мм оръдия в триоръдейни кули – две на носа и една на кърмата;
- спомагателна артилерия от 152-мм оръдия като при „Ришельо“ или 130-мм като на „Дюнкерк“, или комбинация от 152-мм неуниверсални и 100-мм универсални оръдия;
- един катапулт и два самолета;
- ниво на брониране като на „Ришельо“[11].

Техническият департамент подготвя няколко проекта в разновидности „А“, „В“ и „С“. Вариантите „А“ предполагат разполагането на главния калибър като на „Ришельо“. Следващите варианти съдържат по-значителни изменения. Всички останали европейски страни строят новите си линкори с разположение на кулите на главния калибър и на носа, и на кърмата. Французите във вариантите „В“ една четириоръдейна кула поставят на носа и една на кърмата. А във вариантите „С“ три триоръдейни кули са разположени по линейно-терасовидната схема – две на носа и една на кърмата. Вариантите „С“ значително превишават водоизместимостта от 35 000 т и са отхвърлени бързо. От една страна Франция още се опитва да се придържа към положенията в Лондонското съглашение от 1935 г. От друга страна генералният щаб не може да разбере защо в отговор на 35 000-т германски и италиански линкори трябва да се строят кораби с водоизместимост от 40 000 т.
На 19 март 1938 г. за последваща работа от Дарлан са приети проектите „А“ и „В“. За „Клемансо“ е приет варианта „А2“ с модификация. Спомагателната артилерия се състои от четири триоръдейни универсални 152-мм установки – две по бордовете и две линейно-терасовидно на кърмата. Също са поставени шест нови 100-мм двуоръдейни установки образец 1937 г. – две зад кулата на главния калибър № 2 и още четири по бордовете в района на кърмовата надстройка. За „Гаскон“ се спират на варианта „B3 ter“. Три 152-мм универсални кули разположени линейно-терасовидно – две на носа и една на кърмата. За получаването на по-добри сектори на обстрел за 100-мм и 37-мм оръдия е решено да се остави само един катапулт и той да се разположи на кърмата, а броя на самолетите така се съкращава до два разполагащи се в хангар. Освободеното място е използвано за разполагането побордно на осем 100-мм двуоръдейни установки. В окончателния вариант, за борба с претоварването, на „Клемансо“ и „Гаскон“ е решено да се намали дебелината на главния пояс до 320-мм.
| Ескизни проекти от програмата за 1938 г. | Ескизни проекти от програмата за 1938 г. | Ескизни проекти от програмата за 1938 г. | Ескизни проекти от програмата за 1938 г.               | Ескизни проекти от програмата за 1938 г. | Ескизни проекти от програмата за 1938 г. |
| Проект                                   | Въоръжение                               | Катапулти                                | Превишаване на водоизместимостта на „Ришельо“, д. тона | Дължина на броневата цитадела, м         | Схема                                    |
| ---------------------------------------- | ---------------------------------------- | ---------------------------------------- | ------------------------------------------------------ | ---------------------------------------- | ---------------------------------------- |
| „Ришельо“                                | 2х4х380-мм; 5х3х152-мм                   | 2                                        | 0                                                      | 131,45                                   |                                          |
| Проект А1                                | 2х4х380-мм; 5х3х152-мм; 2х2х100-мм       | 2                                        | 140                                                    | 131,45                                   |                                          |
| Проект А2                                | 2х4х380-мм; 4х3х152-мм; 6х2х100-мм       | 2                                        | 50                                                     | 131,45                                   |                                          |
| Проект А3                                | 2х4х380-мм; 4х3х152-мм; 3х4х100-мм       | 2                                        | 0                                                      | 131,45                                   |                                          |
| Проект А3 bis                            | 2х4х380-мм; 4х3х152-мм; 6х2х100-мм       | 2                                        | 0                                                      | 131,45                                   |                                          |
| Проект В1                                | 2х4х380-мм; 5х3х152-мм                   | 2                                        | −115                                                   | 135,1                                    |                                          |
| Проект В2                                | 2х4х380-мм; 5х4х130-мм                   | 2                                        | −325                                                   | 135,1                                    |                                          |
| Проект В3                                | 2х4х380-мм; 3х3х152-мм; 8х2х100-мм       | 2                                        | −360                                                   | 135,1                                    |                                          |
| Проект В3 bis                            | 2х4х380-мм; 3х3х152-мм; 8х2х100-мм       | 1                                        | −385                                                   | 135,1                                    |                                          |
| Проект В3 ter                            | 2х4х380-мм; 3х3х152-мм; 8х2х100-мм       | 2                                        | −360                                                   | 135,1                                    |                                          |
| Проект С1                                | 3х3х380-мм; 4х3х152-мм                   | 2                                        | +2265                                                  | 143,5                                    |                                          |
| Проект С2                                | 3х3х380-мм; 4х4х130-мм                   | 2                                        | +2085                                                  | 143,5                                    |                                          |
| Проект С3                                | 3х3х380-мм; 3х3х152-мм; 6х2х100-мм       | 2                                        | +2245                                                  | 143,5                                    |                                          |

## Конструкция
|  |

|  |

| Сравнителни характеристики на енергетичните установки на линкорите от 1930—1940-те години |                                    |                              |                              |                                    |                                  |                            |
| Характеристики                                                                            | Линейни кораби тип „Кинг Джордж V“ | Линейни кораби тип „Ришельо“ | Линейни кораби тип „Бисмарк“ | Линейни кораби тип „Норт Каролина“ | Линейни кораби тип „Саут Дакота“ | Линейни кораби тип „Айова“ |
| Държава                                                                                   |                                    |                              | Нацистка Германия            |                                    |                                  |                            |
| Мощност, к.с.                                                                             | 110 000                            | 150 000                      | 138 000                      | 121 000                            | 130 000                          | 212 000                    |
| Налягане на парата в котлите, атм.                                                        | 28                                 | 27                           | 58                           | 43                                 | 40,6                             | 39,7                       |
| Температура на парата в котлите, °C                                                       | 370                                | 350                          | 450                          | 454                                | 454                              | 454                        |
| Относително тегло на установката, кг/к.с.                                                 | 17                                 | 17                           | 20,3                         | 28,74                              | 26,57                            | 20,96                      |

## История на службата
- „Ришельо“ е заложен на 22 октомври 1935 г., спуснат на вода на 17 януари 1939 г., влиза в строй на 15 юли 1940 г.[Коментари 4]
- „Жан Барт“ е заложен на 12 декември 1936 г., спуснат на 6 март 1940 г., влиза в строй на 16 януари 1949 г. През 1970 г. е утилизиран в корабостроителниците на Ла Сейн сюр Мер.[20]
- „Клемансо“ е заложен на 17 януари 1939 г., не е достроен, секцията на корпуса е извадена от дока през юни 1943 г. и е превърната в понтон.

## Оценка на проекта
Много специалисти оценяват линкорите от типа „Ришельо“ като най-съвършените в историята на корабостроенето. По бойна мощ те отстъпват на „Ямато“ и „Айова“ и са примерно равни на „Бисмарк“ (при това, по скорост отстъпват само на „американците“), но при това те имат съществено по-малки габарити и водоизместимост. При относително неголям тонаж корабът има отлично брониране и мощна артилерия. Изначално корабът има несъвършени локатори и оборудване (което е по-скоро следствие от вече водещите се при дострояването му бойни действия, отколкото от изостаналост на френската радиопромишленост), но при модернизацията си той и в това отношение става един от първенците в света. Даже е реализирана автоматизирана система за управление на огъня на 152-мм оръдия по въздушни цели, макар към този момент, когато вече царства реактивната авиация, това вече да няма практически смисъл.

## Коментари
1. ↑  Всички данни са проектни.
2. ↑  Следва да се разбира, че според Вашингтонското съглашение водоизместимостта се измерва в дълги тонове, за това реалния предел е 35 560 метрични тона
3. ↑  Към този момент все още не е известно, че Германия и Италия са скрили реалните характеристики на своите линкори. Стандартната водоизместимост на „Литорио“ съставлява 40 500 т, а на „Бисмарк“ – 41 000 т
4. ↑  През 1968 г. е предаден за скрап.